# Secrétaire en chef du Trésor
Le secrétaire en chef du Trésor (en anglais : Chief Secretary to the Treasury), dit secrétaire au Trésor, est le deuxième poste ministériel le plus élevé dans le Trésor britannique, après le chancelier de l'Échiquier. Ces dernières années, le titulaire reçoit un poste subalterne dans le cabinet britannique. Il est créé en 1961, afin de partager la charge de représenter le Trésor avec le chancelier de l'Échiquier.
Les responsabilités du poste comprennent la négociation avec les ministères concernant les affectations budgétaires, la rémunération du secteur public, la réforme de l'aide sociale et les politiques d'approvisionnement.

## Liste des secrétaires en chef au Trésor
| Nom                       | Nom               | Mandat            | Mandat            | Parti politique   | Premier ministre | Premier ministre | Chancelier de l'Échiquier |
| ------------------------- | ----------------- | ----------------- | ----------------- | ----------------- | ---------------- | ---------------- | ------------------------- |
|                           | Henry Brooke      | 9 octobre 1961    | 13 juillet 1962   | Conservateur      |                  | Macmillan        | Lloyd                     |
| John Boyd-Carpenter       | 13 juillet 1962   | 16 octobre 1964   | Conservateur      | Maudling          |                  | Macmillan        |                           |
| John Boyd-Carpenter       | 13 juillet 1962   | 16 octobre 1964   | Conservateur      | Maudling          | Home             |                  |                           |
|                           | Jack Diamond      | 20 octobre 1964   | 19 juin 1970      | Travailliste      |                  | Wilson           | Callaghan                 |
| Jenkins                   | Jack Diamond      | 20 octobre 1964   | 19 juin 1970      | Travailliste      |                  | Wilson           |                           |
|                           | Maurice Macmillan | 23 juin 1970      | 7 avril 1972      | Conservateur      |                  | Heath            | Macleod                   |
| Barber                    | Maurice Macmillan | 23 juin 1970      | 7 avril 1972      | Conservateur      |                  | Heath            |                           |
| Patrick Jenkin            | 7 avril 1972      | 8 janvier 1974    | Conservateur      |                   |                  | Heath            |                           |
| Tom Boardman              | 8 janvier 1974    | 4 mars 1974       | Conservateur      |                   |                  | Heath            |                           |
|                           | Joel Barnett      | 7 mars 1974       | 4 mai 1979        | Travailliste      |                  | Wilson           | Healey                    |
| Callaghan                 | Joel Barnett      | 7 mars 1974       | 4 mai 1979        | Travailliste      |                  |                  | Healey                    |
|                           | John Biffen       | 5 mai 1979        | 5 janvier 1981    | Conservateur      |                  | Thatcher         | Howe                      |
| Leon Brittan              | 5 janvier 1981    | 11 juin 1983      | Conservateur      |                   |                  | Thatcher         | Howe                      |
| Peter Rees                | 11 juin 1983      | 2 septembre 1985  | Conservateur      | Lawson            |                  | Thatcher         |                           |
| John MacGregor            | 2 septembre 1985  | 13 juin 1987      | Conservateur      | Lawson            |                  | Thatcher         |                           |
| John Major                | 13 juin 1987      | 24 juillet 1989   | Conservateur      | Lawson            |                  | Thatcher         |                           |
| Norman Lamont             | 24 juillet 1989   | 28 novembre 1990  | Conservateur      | Major             |                  | Thatcher         |                           |
| David Mellor              | 28 novembre 1990  | 10 avril 1992     | Conservateur      | Major             | Lamont           |                  |                           |
| Michael Portillo          | 10 avril 1992     | 20 juillet 1994   | Conservateur      | Major             | Lamont           |                  |                           |
| Michael Portillo          | 10 avril 1992     | 20 juillet 1994   | Conservateur      | Major             | Clarke           |                  |                           |
| Jonathan Aitken           | 20 juillet 1994   | 5 juillet 1995    | Conservateur      | Major             |                  |                  |                           |
| William Arthur Waldegrave | 5 juillet 1995    | 2 mai 1997        | Conservateur      | Major             |                  |                  |                           |
|                           | Alistair Darling  | 3 mai 1997        | 27 juillet 1998   | Travailliste      |                  | Blair            | Brown                     |
| Stephen Byers             | 27 juillet 1998   | 23 décembre 1998  | Travailliste      |                   |                  | Blair            | Brown                     |
| Alan Milburn              | 23 décembre 1998  | 11 octobre 1999   | Travailliste      |                   |                  | Blair            | Brown                     |
| Andrew Smith              | 11 octobre 1999   | 29 mai 2002       | Travailliste      |                   |                  | Blair            | Brown                     |
| Paul Boateng              | 29 mai 2002       | 6 mai 2005        | Travailliste      |                   |                  | Blair            | Brown                     |
| Des Browne                | 6 mai 2005        | 5 mai 2006        | Travailliste      |                   |                  | Blair            | Brown                     |
| Stephen Timms             | 5 mai 2006        | 28 juin 2007      | Travailliste      |                   |                  | Blair            | Brown                     |
| Andy Burnham              | 28 juin 2007      | 24 janvier 2008   | Travailliste      | Brown             | Darling          |                  |                           |
| Yvette Cooper             | 24 janvier 2008   | 5 juin 2009       | Travailliste      | Brown             | Darling          |                  |                           |
| Liam Byrne                | 5 juin 2009       | 11 mai 2010       | Travailliste      | Brown             | Darling          |                  |                           |
|                           | David Laws        | 12 mai 2010       | 29 mai 2010       | Libéral-démocrate |                  | Cameron          | Osborne                   |
| Danny Alexander           | 29 mai 2010       | 8 mai 2015        | Libéral-démocrate |                   |                  | Cameron          | Osborne                   |
|                           | Greg Hands        | 11 mai 2015       | 14 juillet 2016   | Conservateur      |                  | Cameron          | Osborne                   |
| David Gauke               | 14 juillet 2016   | 11 juin 2017      | Conservateur      | May               | Hammond          |                  |                           |
| Liz Truss                 | 11 juin 2017      | 24 juillet 2019   | Conservateur      | May               | Hammond          |                  |                           |
| Rishi Sunak               | 24 juillet 2019   | 13 février 2020   | Conservateur      | Johnson           | Javid            |                  |                           |
| Stephen Barclay           | 13 février 2020   | 15 septembre 2021 | Conservateur      | Johnson           | Sunak            |                  |                           |
| Simon Clarke              | 15 septembre 2021 | 6 septembre 2022  | Conservateur      | Johnson           | Zahawi           |                  |                           |
| Chris Philp               | 6 septembre 2022  | 14 octobre 2022   | Conservateur      | Truss             | Kwarteng         |                  |                           |
| Edward Argar              | 14 octobre 2022   | 25 octobre 2022   | Conservateur      | Sunak             | Hunt             |                  |                           |
| John Glen                 | 25 octobre 2022   | 13 novembre 2023  | Conservateur      | Sunak             | Hunt             |                  |                           |
| Laura Trott               | 13 novembre 2023  | 5 juillet 2024    | Conservateur      | Sunak             | Hunt             |                  |                           |
|                           | Darren Jones      | 5 juillet 2024    | En cours          | Travailliste      |                  | Starmer          | Reeves                    |